# Otročín (hradiště)
Otročín je pravěké hradiště u stejnojmenné vesnice u Stříbra v okrese Tachov. Nachází se na ostrožně Hrádek nad levým břehem Otročínského potoka asi 1,7 kilometru jižně od vesnice.

## Historie
Lokalita byla Augustem Sedláčkem považována ze vrcholně středověký hrádek. Povrchovým průzkumem byly na místě v roce 1975 nalezeny pouze střepy pravěké keramiky. Archeologickým výzkumem, který provedla Dara Soukupová, byly odkryty rozptýlené pravěké střepy, které umožnily datovat osídlení lokality do pozdní doby halštatské.

## Stavební podoba
Hradiště se nachází v nadmořské výšce až 444 metrů. Obvodová hradba, až na nevýrazný fragment na jihozápadní straně hradiště, zanikla. Jediným výraznějším pozůstatkem opevnění je kamenný val, který přetíná šíji ostrožny.